# Церковь Николая Чудотворца (Кёрстово)
Церковь Николая Чудотворца или Никольская церковь — православный храм в деревне Кёрстово Кингисеппского района Ленинградской области. Построен во второй половине XIX века.

## История и архитектура
Каменная церковь, посвящённая святителю Николаю Чудотворцу, была построена в деревне Кёрстово в 1869-1870-х годах по инициативе генерала Николая Васильевича Зиновьева, который был внуком протоиерея Фёдора Дубянского, духовника императрицы Елизаветы Петровны. Кёрстово являлось фамильной усадьбой семьи Дубянских. Решение о строительстве было принято после многочисленных переделок и ремонтов предшествующих деревянных церквей. Новый храм возвели южнее усадьбы. К строительству также привлекались средства нарвского купца Стефана Ивановича Орлова, чей род брал своё начало в располагавшейся в приходе деревне Малли.
Архитектором выступил И. И. Буланов. Церковь однокупольная, сложенная из красного кирпича, со святыми воротами. Приход обрёл святыни: Евангелие 1746 года в бархатной обложке, украшенное серебром; крест из кипариса с ажурной резьбой и старинную икону св. великомученицы Варвары с надписью: «Душеприказчики покойного гофмаршала двора Его Имп. Величества и кавалера, Павла Михайловича Ласунского, тайный советник, генерал от кавалерии, Димитрий Васильчиков и действ. ст. сов. Александр Дубянский, исполняя завещание покойного, приносят в церковь села Кёрстово, икону Св. Великомученицы Варвары. Февраля дня, 1830 года».
Документы сохранили сведения о скромном быте церковного причта. Некоторым священнослужителям приходилось после тяжёлых полевых работ ходить с крестьянами за 10 верст ловить ершей, брать в долг у местных крестьян дрова, ходить в лаптях, надевая простые и дешёвые сапоги. В 1883 году из церкви был похищен сформированный помещиками Зиновьевым и Орловым церковный капитал, приносивший проценты причту.
В советское время, в 1930-е годы, церковь закрыли. Во время Великой Отечественной войны, на короткое время в годы оккупации, усилиями эстонских миссионеров из Нарвской Русской епархии службы в храме возобновились. В середине 1950-х годов храм снова закрыли, разместив в здании склад.
В 1989 году бывший храм поставили на учёт как объект культурного наследия. По состоянию на начало XXI века здание находилось в обветшалом, местами полуразрушенном состоянии. На средства жертвователей здесь удалось восстановить купол и крест. В храме возобновили службы. В 2023 году храм передали в собственность одноимённого прихода в деревне Котлы. Оба храма относятся к Гатчинской епархии РПЦ и освящены в честь Николая Чудотворца.